# Phil Anderson
Phil Anderson OAM (Londres, 20 de març de 1958) va ser un ciclista australià que fou professional entre 1980 i 1994, durant els quals aconseguí 86 victòries. Fou el primer ciclista no europeu en vestir el mallot groc del Tour de França.
Es traslladà a Austràlia sent molt jove i es crià a Kew, un suburbi de Melbourne. El 1975 es graduà a la Trinity Grammar School.

## Carrera esportiva
Com a ciclista amateur fou Campió d'Austràlia per equips el 1978. Aquell mateix any es proclamà campió de la Commonwealth.
El 1980 va fer el salt al professionalisme, aconseguint una gran quantitat de victòries, moltes d'elles en clàssiques de gran prestigi com l'Amstel Gold Race o el Campionat de Zúric, o en proves per etapes com la Volta a Suïssa o el Dauphiné Libéré. També aconseguí etapes al Tour de França i el Giro d'Itàlia.
Al Tour aconseguí els millors resultats durant les seves primeres participacions. El 1981 es convertí en el primer ciclista no europeu en aconseguir el mallot groc. El 1982, a més de guanyar una etapa i la classificació dels joves, va liderar la prova durant 9 dies, finalitzant en 5a posició final, la millor aconseguida fins al moment per un ciclista australià. El 1985 repetiria aquesta posició.
Una vegada retirat del ciclisme professional, Phil Anderson s'ha mantingut vinculat a aquest esport com a organitzador de proves ciclistes.
El 1987 se li atorgà la Medalla de l'Orde d'Austràlia pel servei donat al ciclisme. El 2000 va rebre l'Australian Sports Medal i el 2001 la Medalla de Centenari pel servei donat a la societat australiana en el ciclisme.

## Palmarès
- 1979
  - 1r al Gran Premi de les Nacions amateur
- 1980
  - Vencedor d'una etapa a l'Étoile des Espoirs
- 1981
  - 1r del Tour de l'Aude
  - Vencedor d'una etapa de la París-Niça
- 1982
  - Vencedor d'una etapa del Tour de França i  1r de la Classificació dels joves
- 1983
  - 1r de l'Amstel Gold Race
  - 1r del Tour de l'Aude i vencedor d'una etapa
  - Vencedor de 2 etapes de la Dauphiné Libéré
  - Vencedor d'una etapa del Tour de Romandia
- 1984
  - 1r del Campionat de Zúric
  - 1r de la Setmana Catalana i vencedor d'una etapa
  - 1r del Rund um den Henninger Turm
  - Vencedor d'una etapa de la Dauphiné Libéré
- 1985
  - 1r de la Volta a Suïssa i vencedor de 3 etapes
  - 1r de la Dauphiné Libéré i vencedor d'una etapa
  - 1r del Tour del Mediterrani i vencedor d'una etapa
  - 1r del Rund um den Henninger Turm
  - 1r de l'E3 Prijs Vlaanderen
  - Vencedor de 2 etapes de la Setmana Catalana
  - Vencedor de 2 etapes de la Volta a Bèlgica
- 1986
  - 1r de la París-Tours
- 1987
  - 1r de la Milà-Torí
- 1988
  - 1r de la Volta a Dinamarca i vencedor d'una etapa
  - Vencedor d'una etapa de la Tirrena-Adriàtica
- 1989
  - 1r del Tour de Romandia i vencedor d'una etapa
  - Vencedor d'una etapa al Giro d'Itàlia
- 1990
  - Vencedor d'una etapa al Giro d'Itàlia i  1r de l'Intergiro
- 1991
  - 1r del Kellogg's Tour i vencedor de 2 etapes
  - 1r del Tour del Mediterrani i vencedor de 2 etapes
  - 1r a la Setmana ciclista internacional
  - Vencedor d'una etapa al Tour de França
  - Vencedor d'una etapa al de la Volta a Suïssa
- 1992
  - 1r de la Volta a Irlanda i vencedor d'una etapa
  - 1r al Gran Premi d'Isbergues
- 1993
  - 1r del Kellogg's Tour i vencedor d'una etapa
  - 1r de la Volta a Suècia i vencedor d'una etapa
  - 1r al Gran Premi Raymond Impanis
- 1994
  - 1r dels Jocs de la Commonwealth de contrarellotge per equips

### Resultats al Tour de França
- 1981. 10è de la classificació general. Porta el mallot groc durant 1 etapa, sent el 1r no europeu en portar-lo
- 1982. 5è de la classificació general. Vencedor d'una etapa.  1r de la Classificació dels joves. Porta el mallot groc durant 9 etapes
- 1983. 9è de la classificació general
- 1984. 10è de la classificació general
- 1985. 5è de la classificació general
- 1986. 39è de la classificació general
- 1987. 27è de la classificació general
- 1989. 38è de la classificació general
- 1990. 71è de la classificació general
- 1991. 45è de la classificació general. Vencedor d'una etapa
- 1992. 81è de la classificació general
- 1993. 84è de la classificació general
- 1994. 69è de la classificació general

### Resultats al Giro d'Itàlia
- 1987. 7è de la classificació general
- 1989. 13è de la classificació general. Vencedor d'una etapa
- 1990. 33è de la classificació general. Vencedor d'una etapa.  1r de l'Intergiro